# Bogardusova škála sociální distance
Bogardusova škála sociální distance nejčastěji slouží k měření rasismu a jiných etnických předsudků. V roce 1925 ji vytvořil Emory Bogardus v rámci projektu Pacific Coast Race Relations Survey. Jedná se o stupnici, skládající se z výroků, které mají ukázat, jakou sociální vzdálenost pociťují respondenti mezi sebou a jinými skupinami.
Základní podobu škály tvořilo 7 položek, v nichž respondent hodnotil, zda by ochotně přijal určitou osobu:
1. do blízkého příbuzenstva skrze manželství
2. do svého klubu jako blízkého přítele
3. za souseda v ulici
4. svého zaměstnání za spolupracovníka
5. jako občana své země
6. jen jako návštěvníka své země
7. vyloučil by ji ze země

Respondenti mají označit tu položku, která vyjadřuje nejmenší přijatelnou sociální distanci vůči příslušníkovi dané skupiny. První položka škály představuje nejnižší míru sociální distance, poslední pak zachycuje nejvyšší míru sociální distance.
Odpovědi ukazují, jak blízký kontakt a jaký vztah s určitou osobou by respondent toleroval či akceptoval.
Výsledky škály se používají k identifikaci různých předsudků. Lze se však domnívat, že díky zkreslení odpovědí a vzrůstajícímu povědomí o nebezpečnosti bigotismu je její užitečnost v současnosti nižší než v době jejího vytvoření.